# أحمد ميرزا (لاعب)
أحمد ميرزا موسى (ولد في 24 فبراير 1991 في المنامة، البحرين) لاعب كرة قدم دولي بحريني يجيد اللعب في مركز الظهير الأيمن وبدرجة أقل الظهير الأيسر والوسط المدافع. يلعب حاليا لصالح الخالدية الذي ينافس في الدوري البحريني الممتاز منذ 2023.

## المسيرة الرياضية

### الأندية
في 1 يوليو 2009 تم تصعيد ميرزا للفريق الأول بنادي الاتحاد البحريني (الدرجة الثانية). في موسمه الأول 2009-2010 وفي بطولة دوري الدرجة الثانية ساهم في احتلال فريقه المركز الرابع بفارق 11 نقطة عن صاحب المركز الثاني سترة. وفي بطولة كأس ملك البحرين خرج فريقه من مباراته الأولى عندما خسر في الدور 16 من البسيتين 1-2.
في موسمه الثاني 2010-2011 وفي بطولة كأس ملك البحرين خرج فريقه من مباراته الأولى عندما خسر في الدور 16 من البسيتين 0-2. وفي بطولة كأس الاتحاد البحريني ألغيت البطولة بعد مرور 8 جولات.
في موسمه الثالث 2011-2012 وفي بطولة دوري الدرجة الثانية ساهم في احتلال فريقه المركز الرابع بفارق 9 نقاط عن صاحب المركز الثاني المالكية. وفي بطولة كأس ملك البحرين خرج فريقه من مباراته الأولى عندما خسر في الدور 16 من المالكية 2-3.
في موسمه الرابع 2012-2013 وفي بطولة دوري الدرجة الثانية ساهم في احتلال فريقه المركز الثالث بفارق 4 نقاط عن صاحب المركز الثاني الرفاع الشرقي. وفي بطولة كأس ملك البحرين ساهم في وصول فريقه إلى الدور الربع النهائي حينها خسر من البسيتين 1-2.
في موسمه الخامس 2013-2014 وفي بطولة دوري الدرجة الثانية ساهم في احتلال فريقه المركز الرابع بفارق 9 نقاط عن صاحب المركز الثاني البحرين. وفي بطولة كأس ملك البحرين ساهم في وصول فريقه إلى الدور الربع النهائي حينها خسر من البسيتين بركلات الترجيح.
في 1 يوليو 2014 انتقل ميرزا من الاتحاد إلى الرفاع البحريني (الدوري الممتاز) في صفقة انتقال حر. في موسمه الأول 2014-2015 وفي بطولة الدوري الممتاز ساهم في احتلال فريقه المركز الخامس بفارق 9 نقاط عن البطل المحرق. وفي بطولة كأس ملك البحرين ساهم في وصول فريقه إلى الدور النصف النهائي عندما خسر من الحد 0-2. وفي بطولة كأس السوبر البحريني خسر فريقه من الرفاع الشرقي بركلات الترجيح. وفي بطولة دوري أبطال آسيا خرج فريقه من مباراته الأولى عندما خسر خارج أرضه في الدور التمهيدي الثاني من السد القطري بركلات الترجيح لينتقل للعب في بطولة كأس الاتحاد الآسيوي حيث فشل فريقه في التأهل إلى الدور الثمن النهائي عندما احتل المركز الثالث في المجموعة الرابعة بفارق نقطتين عن صاحب المركز الثاني الكويت الكويتي.
في موسمه الثاني 2015-2016 وفي بطولة الدوري الممتاز ساهم في احتلال فريقه المركز الرابع بفارق 3 نقاط عن منطقة الهبوط. وفي بطولة كأس ملك البحرين ساهم في وصول فريقه إلى المباراة النهائية عندما خسر من المحرق 1-3. وفي بطولة كأس الاتحاد البحريني فشل فريقه في التأهل إلى الدور النصف النهائي عندما احتل المركز الثالث في المجموعة الأولى بفارق نقطة واحدة عن صاحب المركز الثاني الحد.
في موسمه الثالث والأخير 2016-2017 وفي بطولة الدوري الممتاز ساهم في احتلال فريقه المركز الثاني الوصيف بفارق نقطتين عن البطل المالكية. وفي بطولة كأس ملك البحرين ساهم في وصول فريقه إلى الدور النصف النهائي عندما خسر من المحرق 0-1. وفي بطولة كأس الاتحاد البحريني فشل فريقه في التأهل إلى الدور النصف النهائي عندما احتل المركز الثالث في المجموعة الأولى بفارق 4 نقاط عن صاحب المركز الثاني البديع.
في 1 يوليو 2017 انتقل ميرزا من الرفاع إلى الاتحاد البحريني (الدوري الممتاز) في صفقة انتقال حر. في موسمه السادس والأخير 2017-2018 وفي بطولة الدوري الممتاز ساهم في احتلال فريقه المركز التاسع قبل الأخير بفارق 3 نقاط عن صاحب المركز الثامن الرفاع الشرقي المؤهل إلى ملحق البقاء وبالتالي هبط إلى الدرجة الثانية. وفي بطولة كأس ملك البحرين ساهم في وصول فريقه إلى الدور النصف النهائي حينها خسر من النجمة 0-1 في مجموع المباراتين.
في 1 يوليو 2018 انتقل ميرزا من الاتحاد إلى الحد البحريني (الدوري الممتاز) في صفقة انتقال حر. في موسمه الأول 2018-2019 وفي بطولة الدوري الممتاز ساهم في احتلال فريقه الرابع بفارق 12 نقطة عن البطل الرفاع. وفي بطولة كأس ملك البحرين ساهم في وصول فريقه إلى المباراة النهائية عندما خسر من الرفاع 1-2. وفي بطولة كأس النخبة البحريني ساهم في وصول فريقه إلى المباراة النهائية عندما خسر من المحرق 0-4. وفي بطولة كأس الاتحاد البحريني فشل فريقه في التأهل إلى الدور النصف النهائي بعدما احتل المركز الثاني في المجموعة الثانية بفارق نقطة واحدة عن المتصدر النجمة.
في موسمه الثاني 2019-2020 وفي بطولة الدوري الممتاز ساهم في تتويج فريقه بالبطولة بعدما تصدر الترتيب بفارق نقطة واحدة عن المحرق ليحقق ميرزا أولى بطولاته مع الأندية. وفي بطولة كأس ملك البحرين ساهم في وصول فريقه إلى المباراة النهائية عندما خسر من المحرق 0-1. وفي بطولة كأس الاتحاد البحريني ساهم في وصول فريقه إلى الدور النصف النهائي عندما خسر من المحرق 1-3.
في موسمه الثالث 2020-2021 وفي بطولة الدوري الممتاز ساهم في احتلال فريقه المركز الخامس بفارق 18 نقطة عن البطل الرفاع. وفي بطولة كأس ملك البحرين ساهم في وصول فريقه إلى الدور النصف النهائي عندما خسر من الأهلي بركلات الترجيح. وفي بطولة كأس الاتحاد البحريني فشل فريقه في التأهل إلى الدور النصف النهائي عندما احتل المركز الرابع في المجموعة الأولى بفارق 6 نقاط عن المتصدر الرفاع الشرقي. وفي بطولة كأس الاتحاد الآسيوي فشل فريقه في التأهل إلى الدور النصف النهائي من منطقة غرب آسيا عندما احتل المركز الثالث قبل الأخير في المجموعة الأولى بفارق 3 نقاط عن المتصدر العهد اللبناني.
في موسمه الرابع والأخير 2021-2022 وفي بطولة الدوري الممتاز ساهم في احتلال فريقه المركز التاسع قبل الأخير بفارق 4 نقاط عن منطقة الأمان فانتقل إلى ملحق البقاء واستطاع تصدر الملحق والبقاء في الدوري الممتاز. وفي بطولة كأس ملك البحرين ساهم في وصول فريقه إلى الدور الربع النهائي حينها خسر من الخالدية 0-3. وفي بطولة كأس الاتحاد البحريني ساهم في وصول فريقه إلى المباراة النهائية حينها خسر من المحرق بركلات الترجيح.
في صيف 2022 وقع ميرزا عقدا مع النجمة ينتقل بموجبه للعب في صفوف الفريق الأول للنادي مع بداية الموسم الجديد كما أنه وقع عقدا مع المنامة لتمثيل الفريق الأول بالنادي الموسم القادم وهذا ما وضع اللاعب أمام مشكلة في التوقيع مع ناديين للعب في موسم واحد والذي كاد يعرضه لعقوبة الإيقاف إلا أن الناديين قد اتفقا على حلها وديا حيث منح النجمة نظيره المنامة الموافقة على تسجيل ميرزا في كشوفات الكتيبة المنامية شريطة الحصول على خدمات الحارس علي عيسى ولاعبين من كرة السلة.
في 1 يوليو 2022 انتقل ميرزا من الحد إلى المنامة البحريني (الدوري الممتاز) في صفقة انتقال حر. في موسمه الأول 2022-2023 وفي بطولة الدوري الممتاز ساهم في احتلال فريقه المركز الثاني الوصيف بفارق نقطة واحدة عن البطل الخالدية. وفي بطولة كأس ملك البحرين ساهم في وصول فريقه إلى الدور النصف النهائي حينها خسر من الحالة 1-2. وفي بطولة كأس الاتحاد البحريني فشل فريقه في التأهل إلى الدور النصف النهائي بعدما احتل المركز الثاني في المجموعة الثانية بفارق نقطة واحدة عن المتصدر الأهلي. وفي بطولة كأس العرب للأندية الأبطال خرج فريقه من المرحلة الأولى عندما خسر في الدور التمهيدي الأول من الهلال السوداني 2-4 في مجموع المباراتين.
في 16 أغسطس 2023 انتقل ميرزا من المنامة إلى الخالدية البحريني (الدوري الممتاز) في صفقة انتقال حر لمدة موسم واحد.

## الإنجازات
- الحد (1)
  - الدوري البحريني الممتاز (1): 2020/2019

## روابط خارجية
- أحمد ميرزا على موقع قاعدة بيانات كرة القدم.إي يو (الإنجليزية)
- أحمد ميرزا على موقع ناشيونال فوتبول تيمز (الإنجليزية)
- أحمد ميرزا على موقع Soccerway.com (الإنجليزية)
- أحمد ميرزا على موقع عالم كرة القدم.نت (الإنجليزية)
- أحمد ميرزا على موقع كووورة